# Ángela Llinares Lorca
Ángela Llinares Lorca (La Vila Joiosa, 7 de setembre de 1938 - La Vila Joiosa, 22 de febrer de 2006) fou una professora i política valenciana, diputada a les Corts Valencianes en la V Legislatura.

## Biografia
Es llicencià en ciències a la Universitat de València. Ha estat catedràtica de Física i Química a l'IES "Bernat d'En Sarrià de Benidorm. Fou membre durant quatre anys de l'Institut de Química-Física Rocasolano adscrit al CSIC.
Milità en el Partit Comunista d'Espanya des dels anys 1960, i també s'afilià a Comissions Obreres. Ha format part de diversos comitès de solidaritat amb el Sàhara Occidental i la causa àrab, així com de Greenpeace i Amnistia Internacional.
A les eleccions municipals espanyoles de 1979 fou elegida regidora de la Vila Joiosa pel PCE, però renuncià al càrrec en 1982. Membre d'Esquerra Unida del País Valencià, fou candidata a les eleccions a les Corts Valencianes de 1991, però no fou escollida. Sí que fou escollida novament regidora de la Vila Joiosa a les eleccions municipals espanyoles de 1995. Fou escollida diputada a les eleccions a les Corts Valencianes de 1999, on ha estat, entre d'altres, membre de la Comissió Permanent no legislativa d'Afers Europeus.